# 洪水喷泉

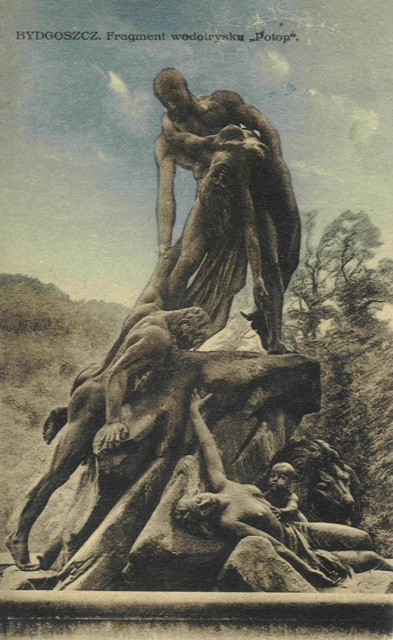

洪水喷泉是一个雕塑喷泉，位于波兰比得哥什，为该市的地标。
1897年开始修建，位于德国布洛姆贝格（今波兰城市比得哥什）摄政公园（今卡西米尔大帝公园）的绿地中，毗邻圣伯多禄圣保禄堂。设计者为来自柏林的Ferdinand Lepcke。1904年7月23日揭幕。1943年1月7日被占领军拆除，将其8870公斤金属熔化，用于战争目的。2004-2014年重建。2014年6月26日举行揭幕仪式。
雕塑描绘圣经中洪水的高潮时刻，由三个部分组成：中心部分是一个男人，左手臂抱起一个昏厥的女子，另一只手去拉另外一个男人。岩石下是一个年轻的母亲，奄奄一息，仍设法救她无助的孩子。另有一只狮子爬上岩石。第二部分，一只孤独的熊爬在岩石上，抬起右爪，下巴夹着幼崽的尸体。第三部分是一个男人与海蛇战斗，逼真的细节勾勒出肌肉的用力和战斗的紧张。
青铜雕塑高6米，重9吨，圆形池壁使用红色砂岩和西里西亚灰色花岗岩。

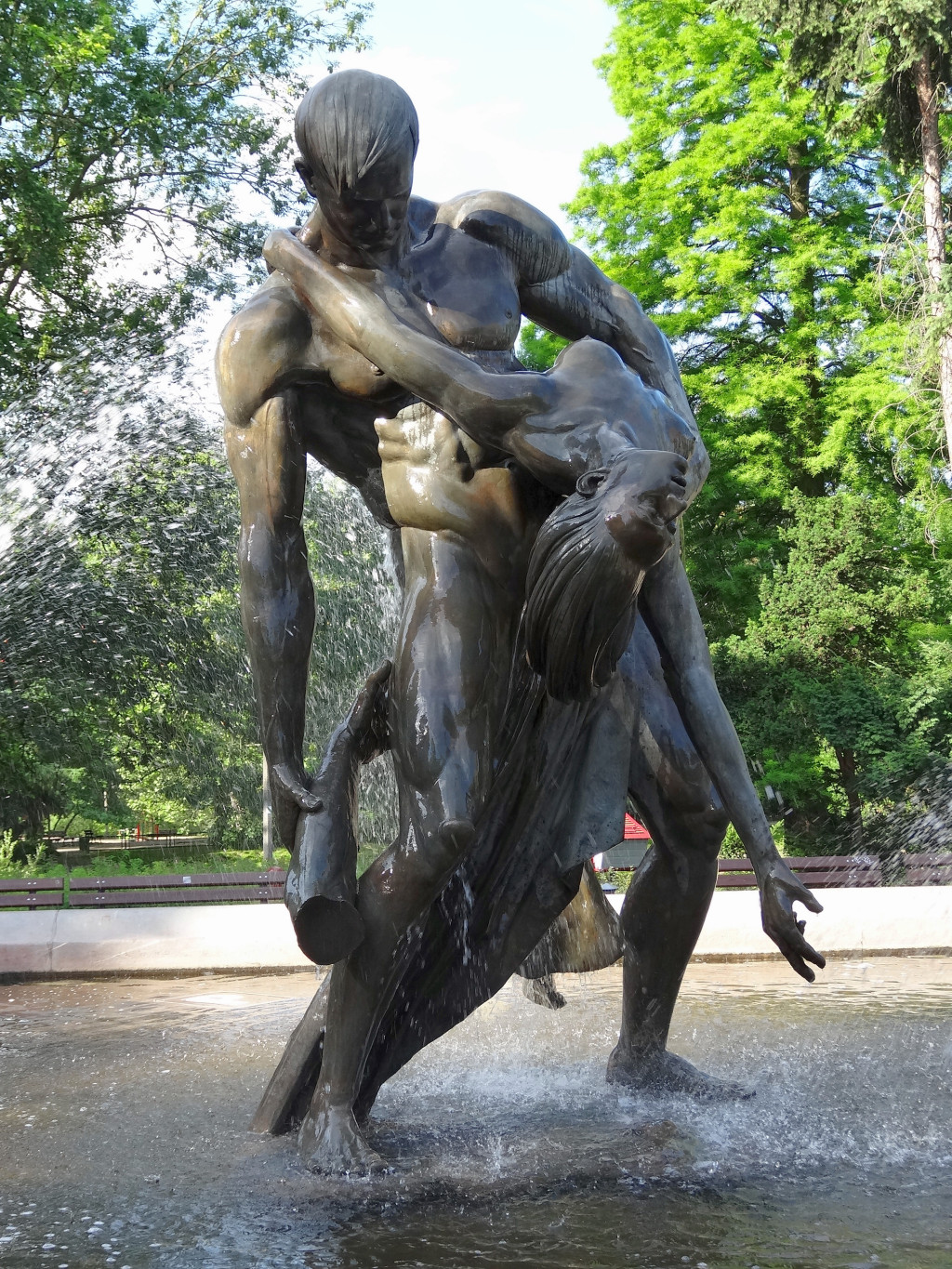
Top figure
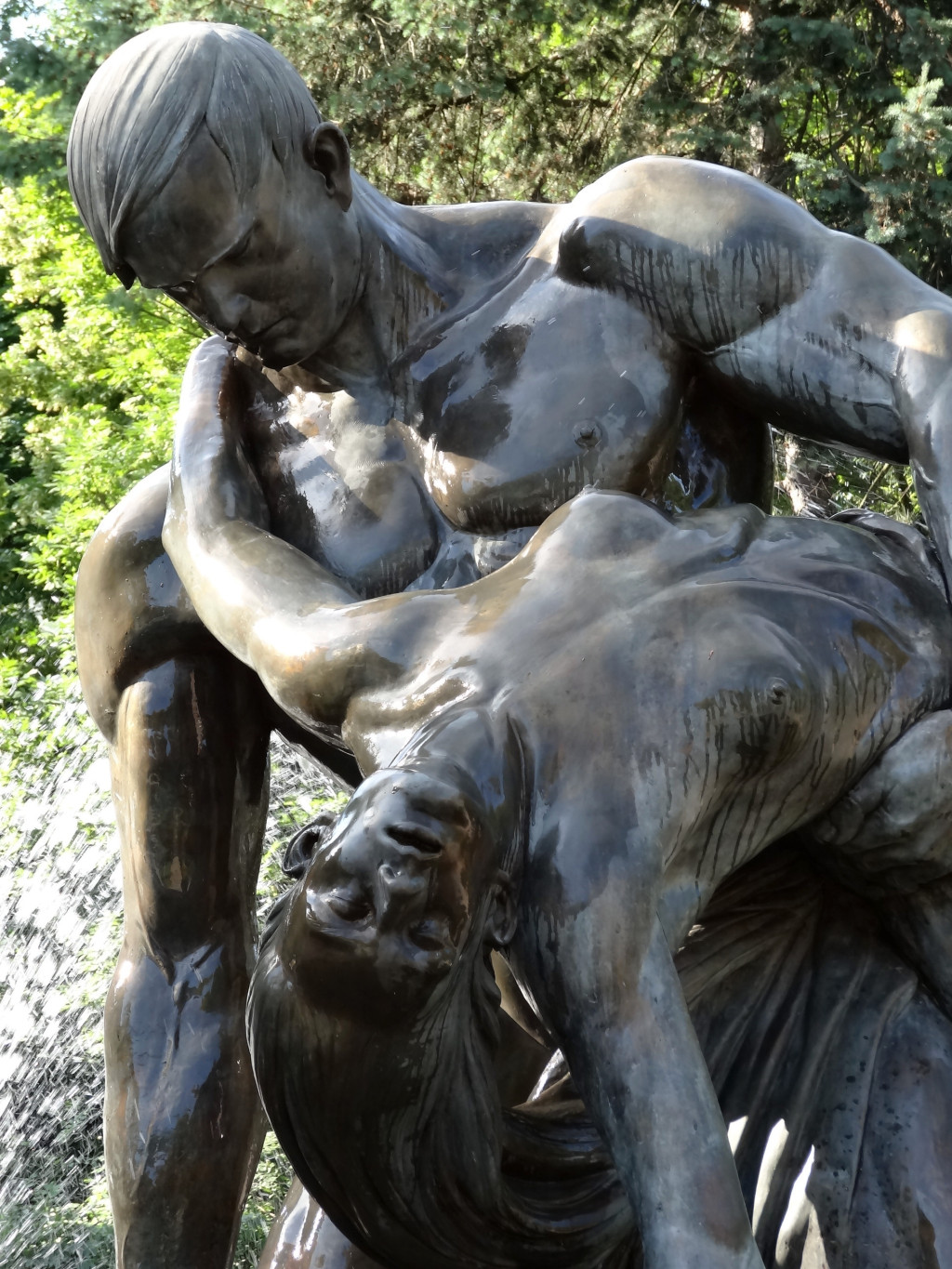
Detail
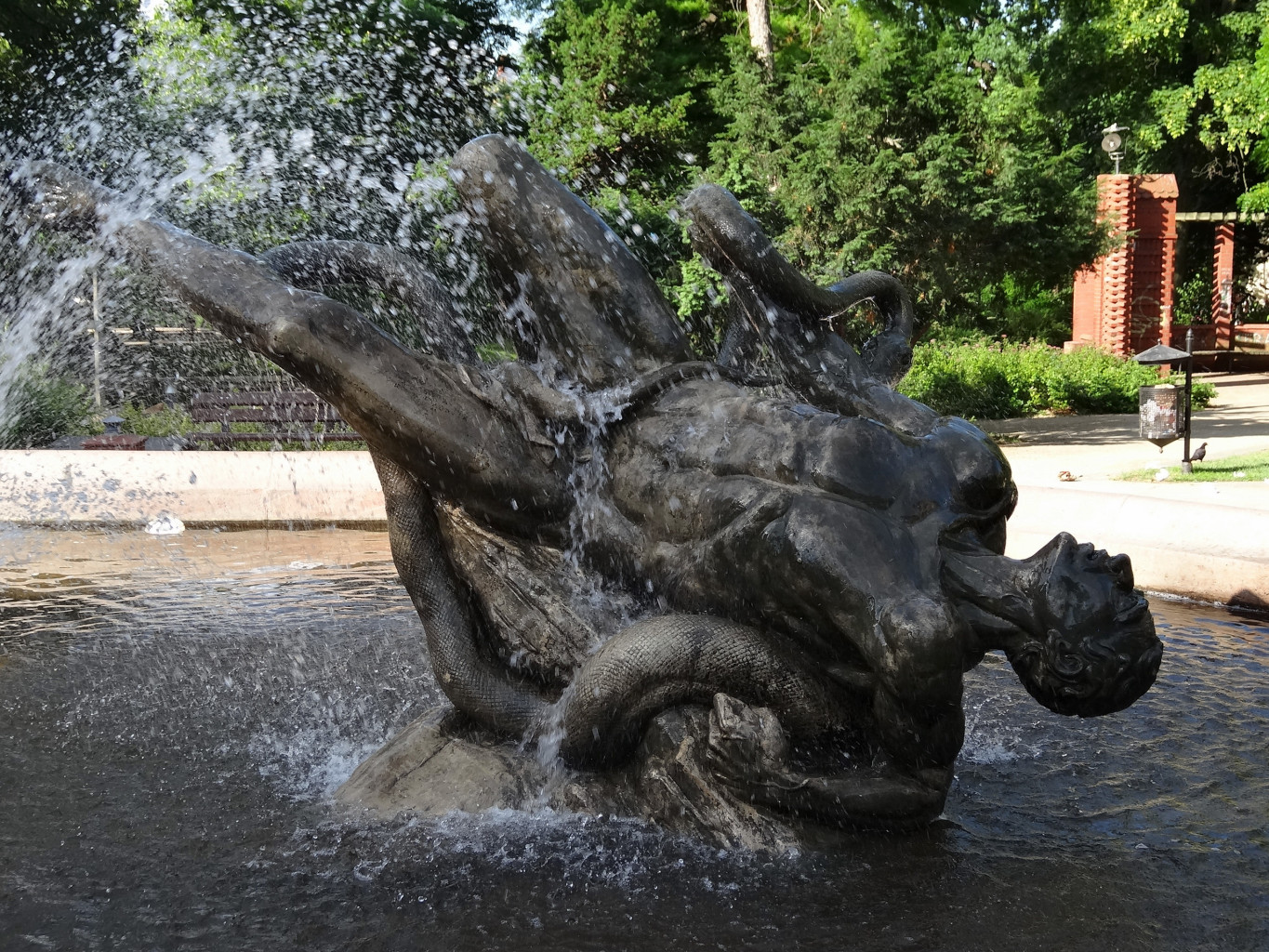
与海蛇战斗
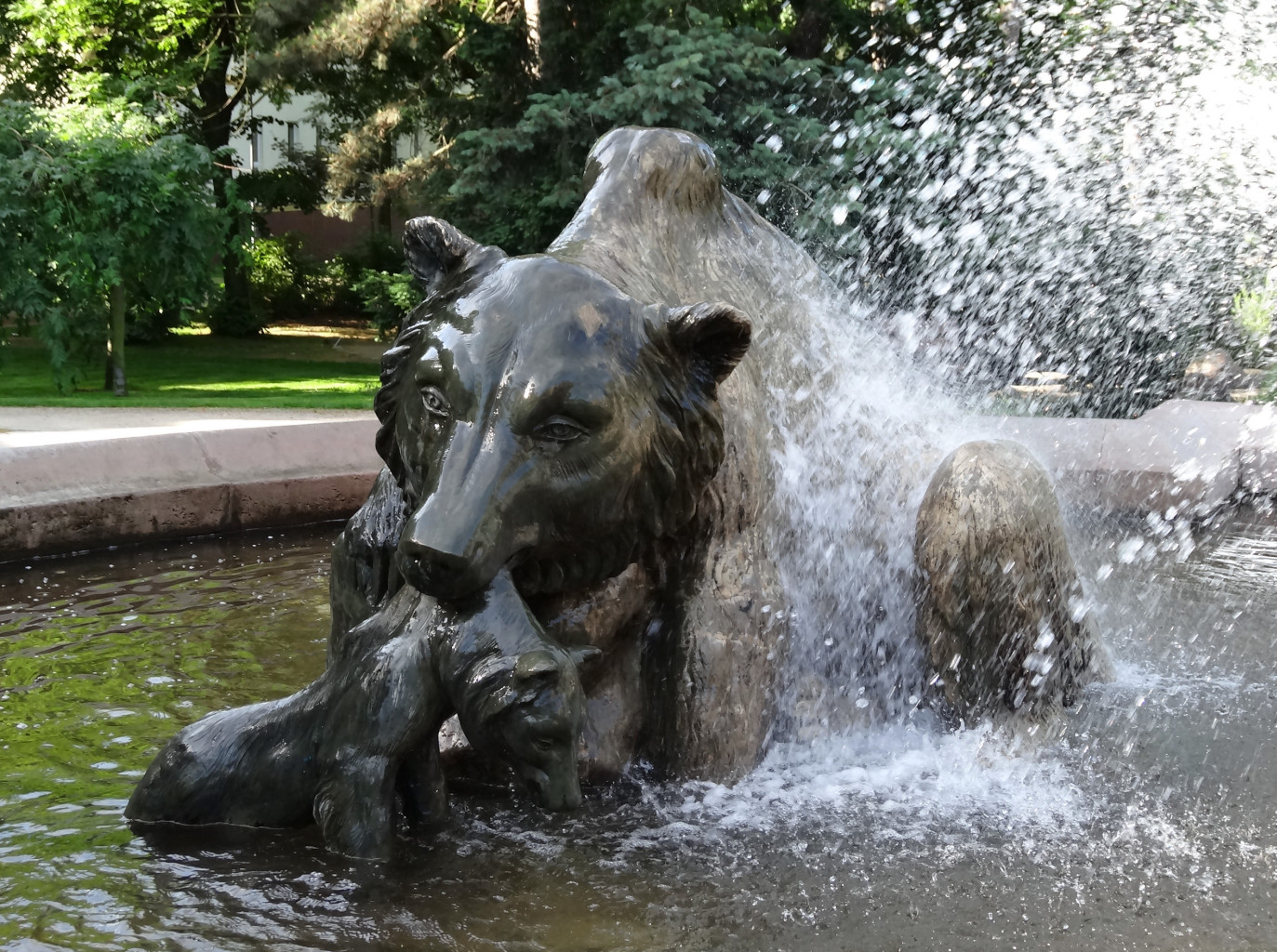
熊
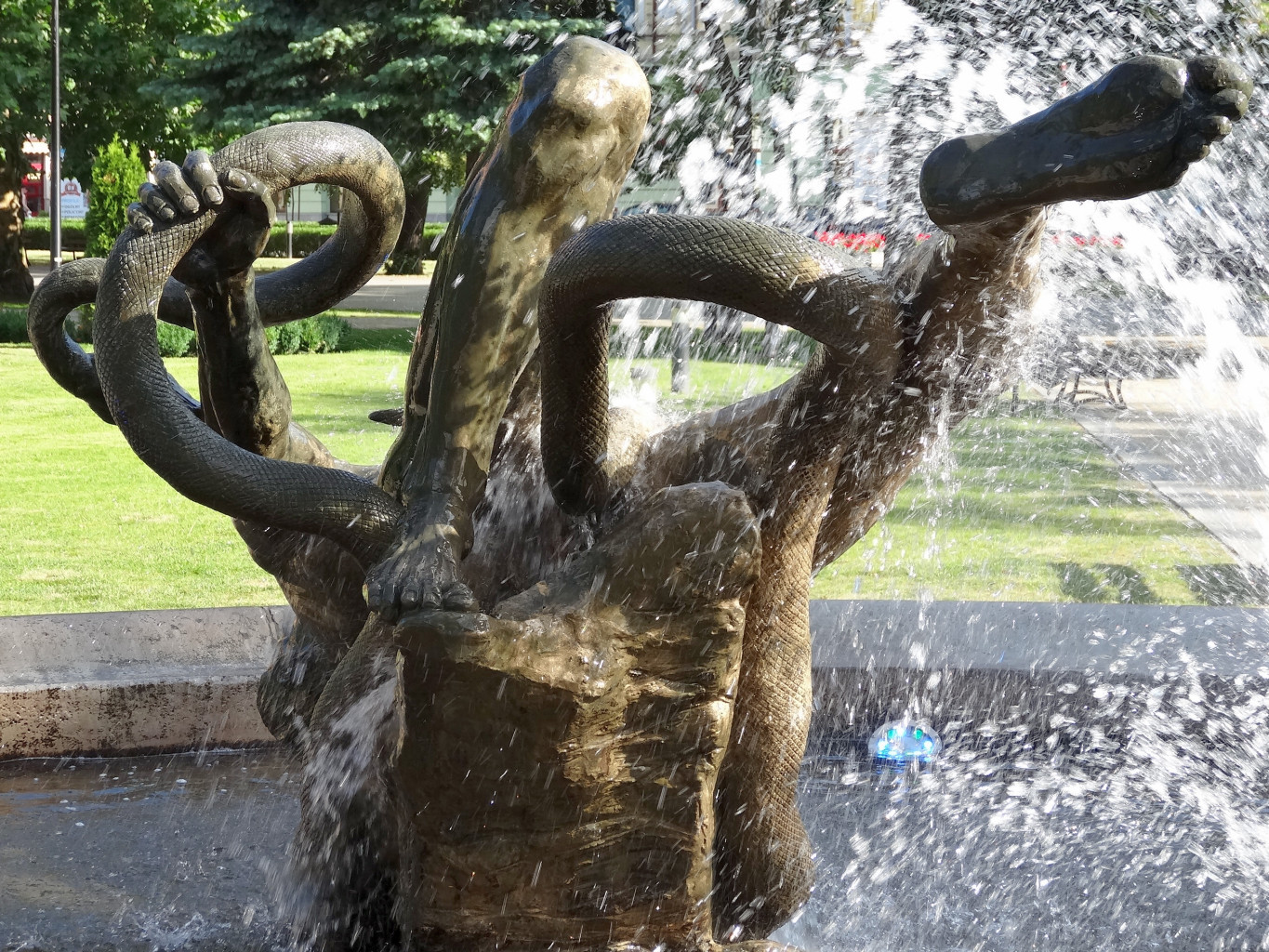
Details